# Station Świnoujście
Station Świnoujście is een spoorwegstation in de Poolse plaats Świnoujście (Duits: Swinemünde) aan de oostoever van de Świna. Voor 1945 lag het station in Duitsland en heette Ostswine. In 1947 werd het omgedoopt in Odra Port en in 1959 kreeg het de huidige naam. Op de westoever van de Świna lag tot 1948 het hoofdstation Świnoujście Główne (Swinemünde Hauptbahnhof).